# مارتینا بروستیا
مارتینا بروستیا (انگلیسی: Martina Brustia؛ زادهٔ ۴ ژوئیهٔ ۱۹۹۸) بازیکن فوتبال اهل ایتالیا است که در حال حاضر برای باشگاه فوتبال زنان ساسولو در پست هافبک بازی می‌کند.
از باشگاه‌هایی که در آن بازی کرده است می‌توان به باشگاه فوتبال زنان اینتر میلان اشاره کرد.
وی همچنین در تیم‌های ملی فوتبال زیر ۱۷ سال، زیر ۱۹ سال و زیر ۲۳ سال ایتالیا بازی کرده است.

## دوران حرفه‌ای
مارتینا بروستیا در سال ۱۹۹۸ در نووارا متولد شد. او در سن ۱۶ سالگی در تاریخ ۵ اکتبر ۲۰۱۴ اولین بازی خود را برای اینتر میلان انجام داد. این بازی که در چارچوب هفته اول سری بی در برابر والپولیچلا برگزار شد، با نتیجه ۱–۱ به پایان رسید. او از دقیقه ۴۶ به جای یکی از بازیکنان وارد زمین شد و تحت هدایت پدرش آنتونیو که پس از سقوط تیم از سری آ در فصل قبل به عنوان مربی اینتر میلان منصوب شده بود، به میدان رفت.
او اولین گل دوران حرفه‌ای خود را در ۱۴ دسامبر ۲۰۱۴ در هفته یازدهم لیگ مقابل پرو لیسون به ثمر رساند. این گل که در دقیقه ۶۹ به ثمر رسید، نتیجه نهایی بازی را به ۶–۰ رساند.
در چهار فصل حضور در تیمی با نام اینتر میلانو، او ۷۸ بازی انجام داد و ۴ گل به ثمر رساند. در این مدت تیم او دو بار به مقام سوم (در گروه بی فصل ۲۰۱۵–۲۰۱۴ و گروه آ در ۲۰۱۶) و دو بار به مقام دوم (در گروه سی در ۲۰۱۷ با ۲ امتیاز کمتر از والپولیچلا و گروه بی در ۲۰۱۸ با ۳ امتیاز کمتر از اوروبیکا) دست یافت.
در ۲۳ اکتبر ۲۰۱۸، حقوق تیم اینتر میلانو توسط باشگاه مردان اینتر میلان خریداری شد و تمامی بازیکنان از جمله بروستیا به این تیم منتقل شدند. او در اولین بازی تاریخ تیم جدید باشگاه فوتبال زنان اینتر میلان در ۲۸ اکتبر ۲۰۱۸ در سدریانو مقابل باشگاه فوتبال زنان چیتادلا در هفته سوم سری بی (دو هفته اول تحت نام قدیمی انجام شده بود) در ترکیب اصلی قرار گرفت و تیمش ۲–۰ پیروز شد.
اولین گل او برای اینتر در ۱۳ ژانویه ۲۰۱۹ در دقیقه ۱۳ به ثمر رسید که نتیجه را به ۲–۰ رساند و در نهایت تیمش ۶–۰ فورتیودو موتزکان را در هفته یازدهم لیگ شکست داد.
در اولین فصل حضور با باشگاه جدید، او با ۲۱ پیروزی، ۱ تساوی (در هفته ۲۰ مقابل لاتزیو) و بدون شکست قهرمان سری بی شد و به سری آ صعود کرد. بروستیا اولین بازی خود در سری آ زنان را در ۱۴ سپتامبر ۲۰۱۹ در هفته اول لیگ انجام داد که با تساوی ۲–۲ در خانه مقابل ورونا همراه بود.
در پایان ژانویه ۲۰۲۳، پس از چهار سال و نیم حضور در اینتر، او به باشگاه فوتبال زنان ساسولو نقل مکان کرد و به بازی در سری آ زنان ادامه داد.

## دوران ملی
از ۲۰۱۴ تا ۲۰۱۵ او ۴ بازی رسمی با تیم زیر ۱۷ سال ایتالیا انجام داد که همگی در چارچوب مقدماتی جام ملت‌های اروپا ۲۰۱۵ در ایسلند بود. این بازی‌ها شامل ۳ پیروزی در مرحله اول در سپتامبر ۲۰۱۴ مقابل جزایر فارو، یونان و نروژ و یک پیروزی در مرحله نخبگان در آوریل ۲۰۱۵ مقابل بلاروس بود.
در اکتبر ۲۰۱۶ او یک بازی با تیم زیر ۱۹ سال انجام داد که با پیروزی ۴–۰ مقابل مقدونیه در مرحله اول مقدماتی جام ملت‌های اروپا ۲۰۱۷ در ایرلند شمالی همراه بود.
در پایان ۲۰۱۷ او به تیم ملی زیر ۲۳ سال که تازه تشکیل شده بود، پیوست.
در آغاز ۲۰۱۸ او توسط مربی میلنا برتولینی به تیم ملی بزرگسالان دعوت شد تا در یک بازی دوستانه مقابل فرانسه به میدان برود.